# Jakob Modern

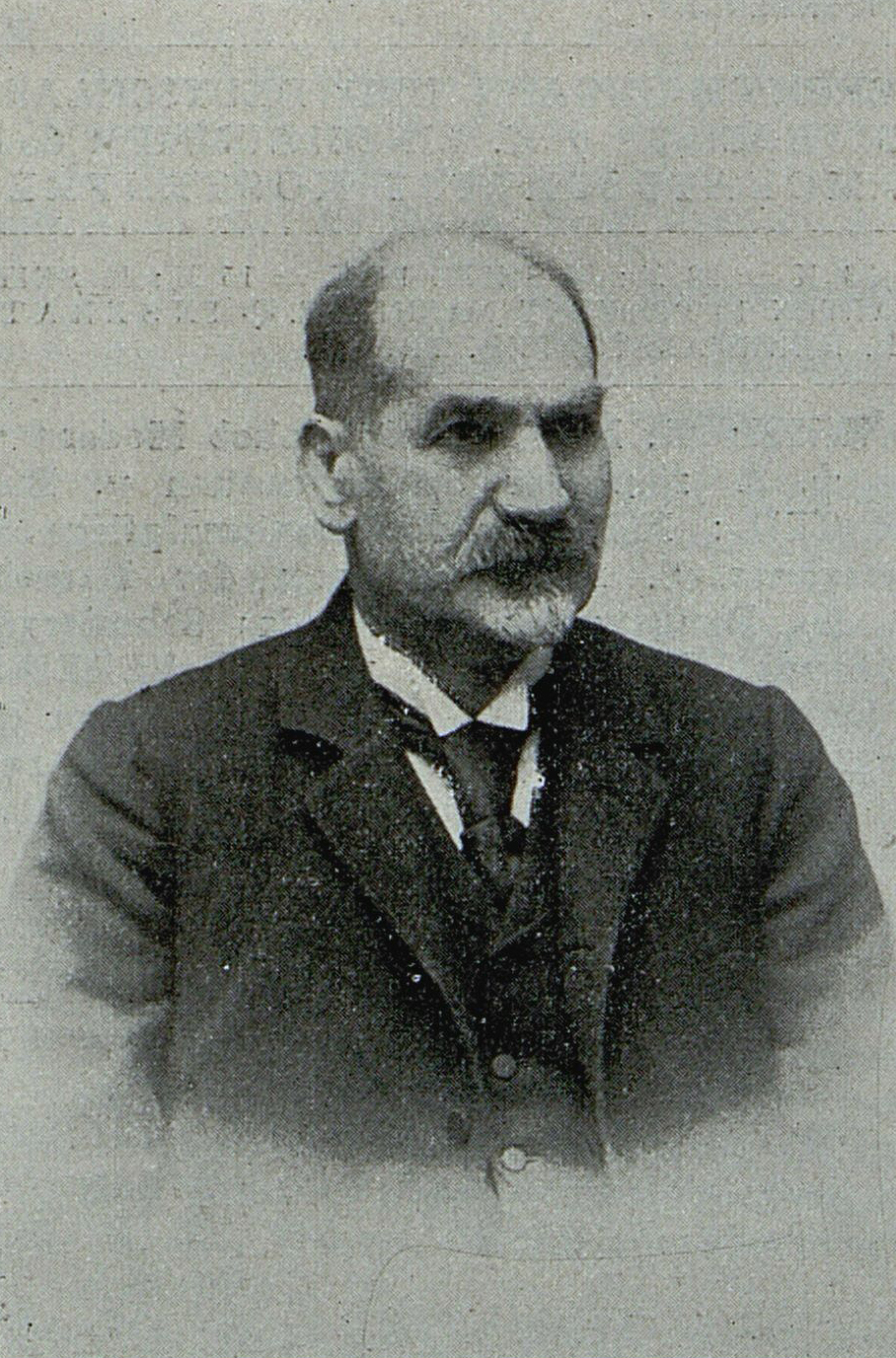
Jakob Modern

Jakob Modern (geboren 20. Juni 1838 in Preßburg; gestorben 9. September 1912 in Wien) war ein österreichischer Architekt.

## Leben
Jakob Modern wurde in eine jüdische Familie eines k.k. Weinlieferanten geboren. Nach der Pflichtschule besuchte er das Polytechnikum in Wien, welches er nach vier Jahren abschloss. Danach studierte er an der Akademie der bildenden Künste Wien bei August Sicard von Sicardsburg und dann bei Friedrich von Schmidt Architektur.
1868 trat Modern in die Allgemeine österreichische Baugesellschaft ein, wo er als Bauleiter für die Errichtung von großstädtischen Hotels und ausgedehnten Fabriksanlagen tätig war.
1874 wurde Modern selbständig und errichtete Wohnhäuser, Villen und Fabriken in Wien und am Land. Er wurde weiters als Architekt von Synagogen bekannt.
Sein Sohn Richard war gleichfalls Architekt.

## Realisierungen
- 1868/1870 Große Synagoge (Győr), erhalten, als Konferenz- und Kulturzentrum
- 1888/1889 Währinger Tempel, 1938 zerstört
- 1889 Synagoge der Israelitischen Kultusgemeinde Gänserndorf, später hofseitig um ein Rabbinerhaus erweitert, erhalten, im Eigentum der Stadtgemeinde Gänserndorf